# Tomás Giribaldi
Tomás Giribaldi   (Montevideo, 18 d'octubre de 1847 - 11 d'abril de 1930) va ser un compositor uruguaià.

## Biografia
La seva òpera La Parisina, estrenada al Teatre Solís de Montevideo el 14 de setembre de 1878, és considerada la primera òpera nacional de l'Uruguai. Es va escriure en italià, i adaptada a un llibret per Felice Romani que abans s'havia usat per a la Parisina de Gaetano Donizetti. Com a resultat de l'èxit, Giribaldi va ser convidat a Itàlia per perfeccionar més el seu estil però finalment va haver de tornar cap a l'Uruguai. Va continuar escrivint obres musicals però sense l'èxit assolit per La Parisina.